# James DeGale
James Frederick DeGale (Hammersmith, Londres, 3 de fevereiro de 1986) é um boxista britânico. Representou seu país nos Jogos Olímpicos de Verão de 2008, realizados em Pequim, na República Popular da China. Competiu na categoria médio, onde conquistou a medalha de ouro.